# Sint-Albertusfort

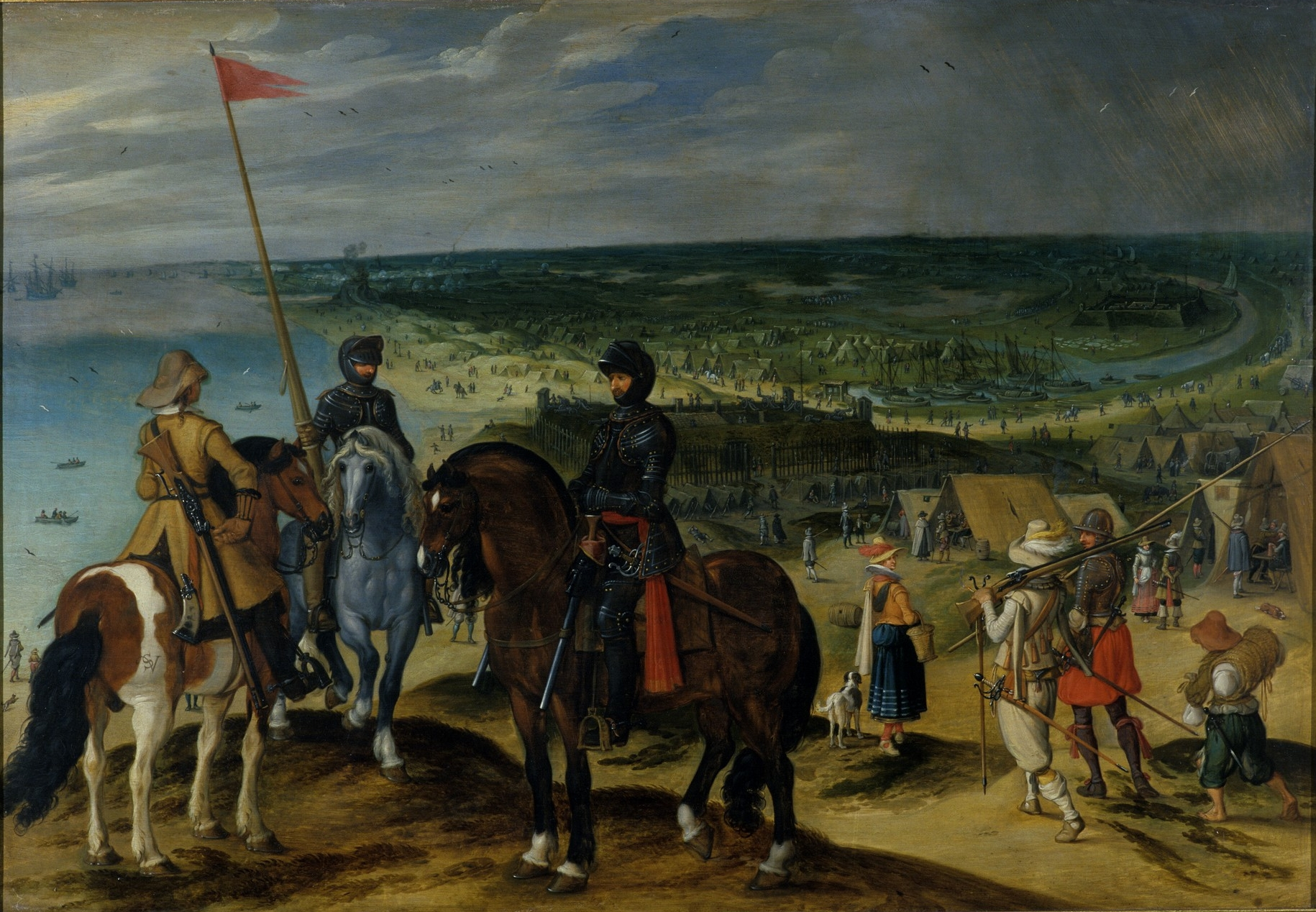
Sebastiaan Vrancx - Krijgstafereel.

Het Sint-Albertusfort is een van de 18 forten die werden gebouwd naar aanleiding van het Beleg van Oostende, de drie jaar durende belegering van Oostende tijdens de Tachtigjarige Oorlog.

## Omschrijving
Het Sint-Albertusfort werd in de periode 1599-1600 gebouwd in de duinen van Mariakerke, ten westen van Oostende. Het fort behoorde tot de tweede fortengordel die het dichtst bij de stad lag. Andere forten zijn Sint-Isabella, Sint-Clara, Sint-Michiels en het fort van Bredene.
Het fort was strategisch van belang voor de Spaanse troepen en andere katholieken onder leiding van aartshertog Albrecht van Oostenrijk en aartshertogin Isabella van Spanje. Het was waarschijnlijk het hoofdkwartier van Albrecht.
Het was een typisch 15-16de-eeuws fort-carré met aan elke hoek een bastion. Een zijde was ongeveer 210 meter lang.
In het fort waren er twaalf soldatenbarakken en twee munitiedepots. Met drie sluizen werd het waterpeil binnen het fort geregeld. Er was ook een waterput voor kookwater.
Alle forten rond Oostende lagen naast bevaarbare kreken, zodat ze niet alleen onderling in verbinding stonden maar ook met Brugge en Nieuwpoort. Met platte schuiten of plaeten konden vanuit deze steden bouwmaterialen, munitie en levensmiddelen aangevoerd worden.

## Het Beleg van Oostende
Al bij het begin van het beleg werd het fort beschoten door kanonskogels van het Staatse leger van de Republiek der Zeven Verenigde Nederlanden en andere protestanten. Daardoor werd het fort voorzien van platformen voor artillerie. Het gebeurde meermaals tijdens het beleg dat de soldaten van Albrecht zich moesten terugtrekken in het fort door hevig aanvallen vanuit het Oostendse stadscentrum.
In juli 1601 werd in het fort een hospitaal opgericht. Al snel werd het hospitaal te klein en werden vele gewonden en zieken overgebracht naar omliggende ziekenhuizen zoals Brugge en Ieper.
In november van datzelfde jaar brak een zware brand uit in het Albertusfort. Ook in 1602 kende het fort veel schade door brand en stormen. Het fort is naar alle waarschijnlijkheid meermaals heropgebouwd.
Het fort bleef dienstdoen tot het einde van het beleg in september 1604.

## Na het beleg van Oostende
Oostende was tot in 1621 in handen van de aartshertogen. De verwoeste stad werd opnieuw opgebouwd en er werden veel verdedigingswerken afgebroken. De forten Sint-Michiels, Sint-Isabella, Sint-Clara en Sint-Albertus bleven behouden maar alleen van het Sint-Albertus weet men zeker dat het geen ruïne was.
Een bewijs dat het fort tijdens de Spaanse Successieoorlog werd gebruikt is er niet. Oostende werd wel opnieuw belegerd. Waarschijnlijk was de belegering van te korte duur om het oude fort opnieuw in gebruik te nemen.
Het einde van het Albertusfort was in 1782. Het was verwaarloosd en vervallen. Kapitein Franquin kocht het fort op 1 maart 1782 voor 300 gulden. Hij liet het fort samen met andere bouwwerken afbreken en verkocht de materialen. Die werden dan waarschijnlijk gebruikt om de uitbreiding van Oostende in 1783 te steunen.

## Latere referenties
Op een kaart uit 1844 is duidelijk te zien dat het gehucht die zich bevond in de buurt waar ooit het fort stond, “Gehugte Sint-Albertus” of “Hameau de Prince Albert” genoemd werd. Daaraan verbonden was er in Mariakerke een Albertuswijk rondom de Duinenweg en een Albertuskreek.
Tot 1880 heette de straat die de Zeedijk met de Nieuwpoortsesteenweg verbond de Chaussee Albertus. Daar stond ook de Albertusmolen .
Tot 1899 heette de Raversijdestraat de Albertusstraat en op het einde van de Aartshertogstraat was er een rondpunt die het Albertusrondpunt heette. Dit rondpunt verbond de Aartshertogstraat en de Raversijdestraat. Ook de Euphrosina Beernaertstraat heette oorspronkelijk de Albertusstraat.

## Sporen op vandaag
- De Aartshertogstraat.
- De Albertushelling, een kleine helling van de Zeedijk naar de Raversijdestraat
- Ook de uitstulping in de Zeedijk aan de Albertushelling is een overblijfsel van het vroegere fort.
- Het Hertogenplein, tussen de Acacialaan en de Troonstraat.